# Fernando Schiavetti
Fernando Schiavetti, all'anagrafe Ferdinando Schiavetti (Roma, 20 agosto 1892 – 17 febbraio 1970), è stato un politico e giornalista italiano.

## Biografia
Laureato in lettere e filosofia, giornalista di professione, interventista e combattente nella prima guerra mondiale, fu tra i fondatori (insieme a Giovanni Conti, Randolfo Pacciardi, Raffaele Rossetti, Mario Bergamo e Cino Macrelli) di Italia libera, il movimento antifascista staccatosi dall'associazione nazionale combattenti perché troppo ripiegata sul fascismo, diresse il giornale La Voce Repubblicana fino al 1926, data in cui riparò all'estero, dapprima a Marsiglia dove lavorò come tipografo ed entrò nell'esecutivo della Concentrazione antifascista nata nel marzo 1927, poi a Zurigo quando rimase senza lavoro e si avvicinò a Giustizia e Libertà.
Padre della scrittrice e giornalista Franca Magnani, nel 1946 fu eletto all'Assemblea Costituente per il Partito d'Azione (l'elezione avvenne il 2 giugno, la proclamazione degli eletti il 18 giugno 1946).
Successivamente aderì al Partito Socialista Italiano e venne eletto alla Camera nella II legislatura il 16 giugno 1953 e nella III legislatura il 5 giugno 1958, nel collegio di Ancona.
Il 28 aprile 1963 fu eletto al Senato della Repubblica col PSI nella IV legislatura, nelle Marche. Nel 1964 aderì al Partito Socialista Italiano di Unità Proletaria (PSIUP), di cui divenne capogruppo al Senato.